# Эрайвайёкюдль
Э́райвайё̀кюдль (исл. Öræfajökull) — покрытый льдом вулкан в юго-восточной части Исландии. Является крупнейшим действующим вулканом на острове, на его северо-западном краю находится высочайшая точка страны — пик Хваннадальсхнукюр. Географически относится к крупнейшему исландскому леднику Ватнайёкюдль. Вулкан находится в его юго-западной части, которая расположена на территории национального парка Скафтафедль.

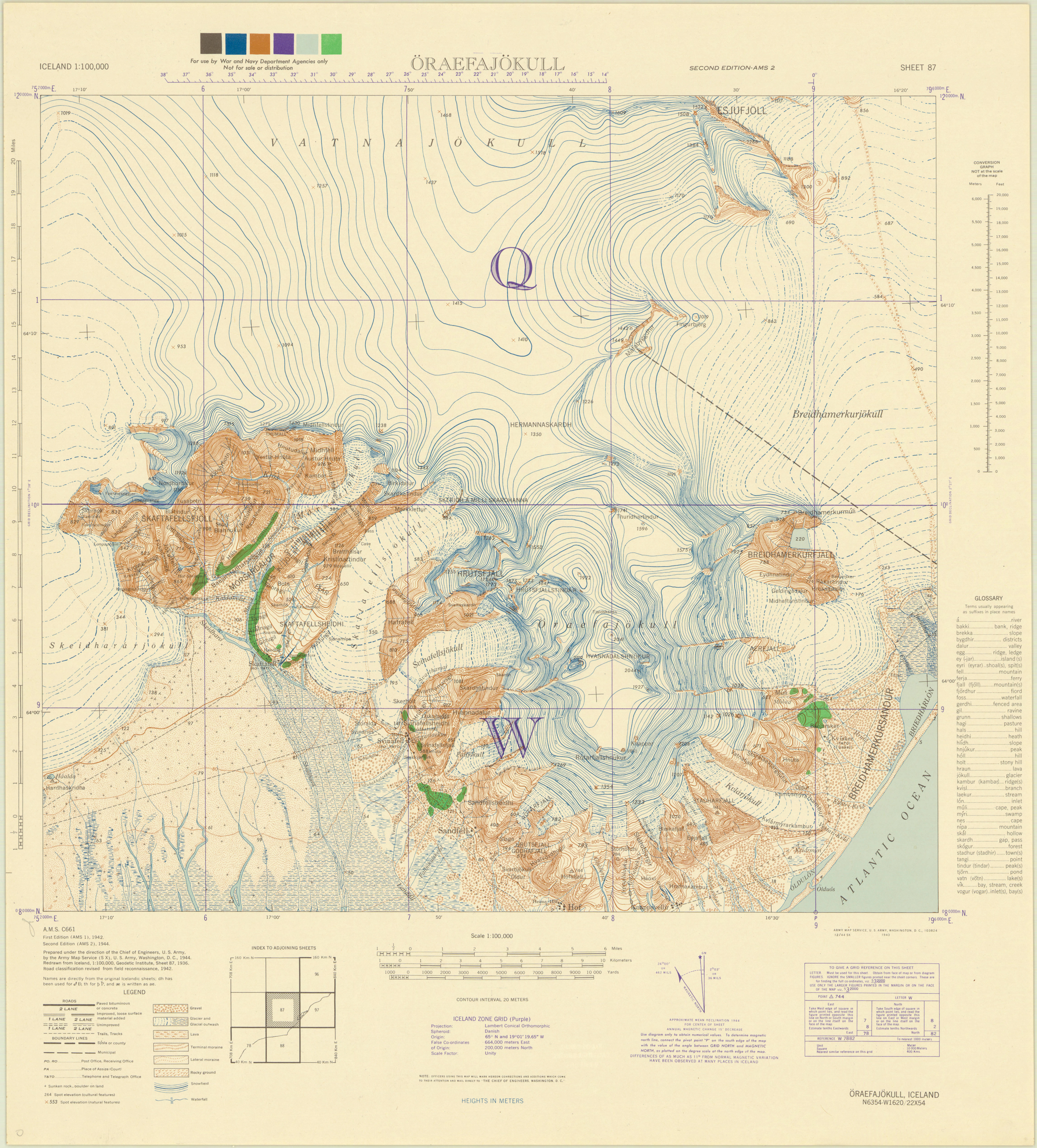
Карта окрестностей вулкана Эрайвайёкюдль, 1944 г.

Покрытая льдом кальдера имеет размеры 4 на 5 км. Конус вулкана сложился преимущественно в ледниковый и межледниковый периоды плейстоцена, состоит из базальта и липарита.

## Извержения
В истории зафиксировано два извержения вулкана Эрайвайёкюдль. В 1362 году взрывное извержение вулкана выбросило огромные объёмы тефры. Район Litla-Hérað был уничтожен наводнениями и засыпан пеплом, после чего пребывал в запустении более 40 лет. Второе извержение длилось с августа 1727 по май 1728 года и было не столь сильным. Вызванные наводнения послужили причиной смерти трёх человек.